# 88e corps d'armée
Le 88e corps d'armée (en allemand : LXXXVIII. Armeekorps) était un corps d'armée de l'armée de terre allemande, la Heer, au sein de la Wehrmacht pendant la Seconde Guerre mondiale.

## Hiérarchie des unités
| Nom          | Nbre d'hommes       | Unités subalternes                | Grade de commandement                 |
| ------------ | ------------------- | --------------------------------- | ------------------------------------- |
| Heeresgruppe | + 300 000           | 2 à + Armeen (Armées)             | Generaloberst ou Generalfeldmarschall |
| Armee        | + 100 000 - 300 000 | 2 à + Armeekorps (Corps d'armées) | General ou Generaloberst              |
| Armeekorps   | + 30 000 - 80 000   | 2 à + Divisionen (Division)       | Generalleutnant ou General            |
| Division     | + 10 000 – 20 000   | 2 à 6 Brigaden (Brigade)          | Generalmajor ou Generalleutnant       |
| Brigade      | + 3 000 – 5 000     | jusqu'à 3 Regimentern (Régiment)  | Oberst ou Generalmajor                |

## Historique
Le Generalkommando LXXXVIII. Armeekorps est formé le 8 juin 1942 aux Pays-Bas. 

## Organisation

### Commandants successifs
| Date                           | Grade                  | Commandant             |
| ------------------------------ | ---------------------- | ---------------------- |
| 8 juin 1942 - 22 décembre 1944 | General der Infanterie | Hans-Wolfgang Reinhard |
| 22 décembre 1944 - 8 mai 1945  | General der Infanterie | Felix Schwalbe         |

### Chef des Generalstabes
| Date                                | Grade               | Commandant                       |
| ----------------------------------- | ------------------- | -------------------------------- |
| 26 juin 1942 - 30 septembre 1944    | Oberst i.G.         | Curt von Eichert-Wiersdorff      |
| 30 septembre 1944 - 31 janvier 1945 | Oberstleutnant i.G. | Karl-Heinz von Prittwitz-Gaffron |
| 1er février 1945 - ? 1945           | Major i.G.          | Kelch                            |

### 1. Generalstabsoffizier (Ia)
| Date                                | Grade               | Commandant                |
| ----------------------------------- | ------------------- | ------------------------- |
| 10 décembre 1943) - Janvier 1944    | Oberstleutnant i.G. | Dr. Richard von der Osten |
| 28 janvier 1944 - 10 novembre 1944  | Major i.G.          | Rudolf Siefart            |
| 10 novembre 1944 - 1er février 1945 | Major i.G.          | Kelch                     |

## Théâtres d'opérations
- Pays-Bas : Juillet 1942 - Décembre 1944
- Front de l'Ouest : Janvier 1945 - Mai 1945

## Ordre de batailles

### Rattachement d'Armées
| Date      | Armée                             | Groupe d'Armées |
| --------- | --------------------------------- | --------------- |
| 1942      |                                   |                 |
| Juillet   | -                                 | Heeresgruppe D  |
| 1943      |                                   |                 |
| Janvier   | 7. Armee                          | Heeresgruppe D  |
| Juillet   | Wehrmachtsbefehlshaber Niederland | Heeresgruppe D  |
| 1944      |                                   |                 |
| Janvier   | Wehrmachtsbefehlshaber Niederland | Heeresgruppe D  |
| Mai       | Wehrmachtsbefehlshaber Niederland | Heeresgruppe B  |
| Septembre | 1. Fallschirm-Armee               | Heeresgruppe B  |
| Octobre   | 15. Armee                         | Heeresgruppe B  |
| Décembre  | 15. Armee                         | Heeresgruppe H  |
| 1945      |                                   |                 |
| Janvier   | 25. Armee                         | Heeresgruppe H  |
| Avril     | 25. Armee                         | OB Nordwest     |

### Unités subordonnées

#### Unités organiques
- Arko 119, après novembre 1944 Arko 488
- Korps-Nachrichten-Abteilung 488
- Panzer-Kompanie 222
- Panzerjäger-Kompanie 613
- Festungs-Stammtruppen LXXXVIII

#### Unités rattachés
7 juillet 1943
- 347. Infanterie-Division
- 16. Luftwaffen-Feld-Division
- 719. Infanterie-Division

26 décembre 1943
- 347. Infanterie-Division
- 16. Feld-Division (L)
- 719. Infanterie-Division

16 septembre 1944
- 719. Infanterie-Division
- 85. Infanterie-Division
- 84. Infanterie-Division
- 89. Infanterie-Division
- 6. Fallschirmjäger-Division
- Division Nr. 176
- 353. Infanterie-Division

5 novembre 1944
- 256. Volks-Grenadier-Division
- 712. Infanterie-Division
- 59. Infanterie-Division
- 10. SS-Panzer-Division "Frundsberg" (1 Regiment)

1er mars 1945
- 331. Infanterie-Division (Stab)
- 2. Fallschirmjäger-Division

## Sources
- LXXXVIII. Armeekorps sur Lexikon-der-wehrmacht.de